# Black Local Authorities Act
Der Black Local Authorities Act (kurz englisch Act No 102 / 1982; deutsch sinngemäß: „Kommunalbehördengesetz für die schwarze Bevölkerung“) war ein Gesetz, das im Rahmen der Apartheidspolitik durch die damalige südafrikanische Regierung 1982 in Kraft gesetzt wurde und im politischen Kontext mit der von Pieter Willem Botha federführend vorangetriebenen Verfassungsreform von 1983 stand. Diese Rechtsnorm diente seinem Regelungsgehalt nach den bevorstehenden Kommunalwahlen (November und Dezember 1983). Sie sah die Einführung mehrerer lokaler Selbstverwaltungsstrukturen vor, die Ähnlichkeiten mit denen in den kommunalrechtlichen Vorschriften für die „weiße“ Bevölkerung aufwies. Die Grundprinzipien des Gesetzes fanden sich in der Transvaal Local Government Ordinance von 1939 (Nr. 17). Neu und anders war hingegen, dass dieses Gesetz nicht in die Zuständigkeit und Rechtsaufsichtsaufgaben der Provinzverwaltungen fiel, sondern diesem Wirkungskreis nach dem Department of Co-operation and Development zugeordnet war.
Den Gemeinderäten sollten damit größere Handlungsmöglichkeiten und Verantwortungsfelder zugeordnet werden. Ferner erhielten dadurch künftige reguläre Wahlämter, wie Bürgermeister und Ratsmitgliedern einen definierten Rahmen.
Der erste Entwurf zum Black Local Authorities Act ging aus den Ergebnissen der Riekert Commission hervor und wurde am 16. Oktober 1980 erstmals veröffentlicht. Danach durchlief der den vorgesehenen Instanzenweg. Die zweite Parlamentslesung des Entwurfs erfolgte im Jahr 1982. Verantwortlicher Minister im Kabinett für die Steuerung des Gesetzgebungsprozesses war Piet Koornhof. Er argumentierte, dass keine Regionalverwaltung funktioniere, wenn sie nicht mit den erforderlichen Finanzmitteln ausgestattet sei.

## Reaktionen im Gesetzgebungsprozess und auf das erlassene Gesetz
Kritik im Parlament kam von den Abgeordneten der Progressive Federal Party (PFP). Deren Fraktionsmitglied Nic Olivier meinte in der Beschlussvorlage Schwachstellen zu erkennen: die sogenannten „illegalen“ Afrikaner (Schwarze) würden von den neuen Mitwirkungsmöglichkeiten ausgeschlossen, zudem versäume es die Gesetzesvorlage, das Prinzip der Eigentumsrechte für Afrikaner in den Griff zu bekommen, und die Finanzierung der afrikanischen lokalen Behörden sei unzureichend geregelt.
Trotz der Bedenken innerhalb der PFP begrüßte deren Fraktionsvorsitzender Colin Eglin den Entwurf vom Grundsatz her. Er sah die damit eingeräumte lokale Selbstverwaltung in den schwarzen Siedlungsgebieten außerhalb der Homelands als einzige Möglichkeit, dass ihre Bevölkerung ihren politischen Willen zum Ausdruck bringen könne.
Außerparlamentarische Proteste erhoben sich zunächst mit Kampagnen der United Democratic Front (UDF) und der Frauenrechtsbewegung Black Sash. Die betroffenen Townshipbewohner kamen zur Erkenntnis, dass ihre künftigen Gemeinderäte und gewählten Repräsentanten von „weißen“ Beamten der Bantu Administration organisatorisch und finanziell kontrolliert würden, und distanzierten sich zunehmend von dieser neuen Kommunalstruktur. Ab November 1983 rief die UDF zum Boykott der Wahlen für die „schwarzen“ Kommunalbehörden auf.

## Vollzug
Das Gesetz trat am 1. August 1983 in Kraft. Im Zuge der Bildung neuer Kommunalbehörden in den Townships wurden 232 Gemeinschaftsräte (nach dem Community Council Act von 1977) in den 299 „schwarzen“ Townshipsiedlungen aufgelöst. Der Minister für Zusammenarbeit und Entwicklung Piet Koornhof war nun ermächtigt, die Errichtung von Gemeinde- und Stadträten in den von ihm auszuwählenden Townships nach Rücksprache mit dem Polizeiminister in die Wege zu leiten und die Grenzen der jeweiligen territorialen Zuständigkeit festzulegen.
In der Praxis erhielten die neuen Kommunalbehörden nur wenige Finanzmittel aus dem Staatshaushalt und waren daher angehalten, den größten Teil ihrer Verwaltungskosten von den Townshipbewohnern einzutreiben. Die unzähligen kleinen Häuser befanden sich zunächst im Eigentum der kommunalen Körperschaften und standen den Bewohnern gegen Mietzahlungen zur Verfügung. Auf dieser Basis erhöhten sich nun Mieten, Betriebskosten und Beiträge im öffentlichen Personennahverkehr der Townshipsiedlungen. Zur Erweiterungen der Verwaltungseinnahmen entwickelten sich nun kommunal betriebene Bierhallen.
Die Menschen begannen Proteste gegen die wachsenden Lebenshaltungskosten zu organisieren. Diese Aktionen schlossen sich der Ablehnung der „schwarzen“ lokalen Behörden durch die UDF an. Die Bewohner organisierten sich in lokalen Gruppen; diese protestierten „NEIN zu Gemeinderäten, NEIN zu den schwarzen Gemeinderäten, NEIN zum Bantu-Verwaltungssystem“.

## Normengeschichte
Das Gesetz wurde durch den Local Government Transition Act No 209 of 1993 ersetzt.